# Mecysmauchenius osorno
Espèce
Mecysmauchenius osorno est une espèce d'araignées aranéomorphes de la famille des Mecysmaucheniidae.

## Distribution
Cette espèce se rencontre au Chili dans la région des Lacs dans la province d'Osorno et en Argentine dans le parc national Nahuel Huapi dans les provinces de Neuquén et de Río Negro,,.

## Étymologie
Son nom d'espèce lui a été donné en référence au lieu de sa découverte, la province d'Osorno.

## Publication originale
- Forster & Platnick, 1984 : A review of the archaeid spiders and their relatives, with notes on the limits of the superfamily Palpimanoidea (Arachnida, Araneae).  Bulletin of the American Museum of Natural History, no 178, p. 1-106 (texte intégral).